# Copshop - Scontro a fuoco
Copshop - Scontro a fuoco (Copshop) è un film del 2021 diretto da Joe Carnahan.

## Trama
In una piccola città del Nevada, Teddy Murretto, in fuga da imprecisati inseguitori, viene arrestato dalla poco esperta poliziotta Valerie Young, alla quale ha dato un pugno. Alla stazione di polizia (copshop in inglese colloquiale) Teddy viene messo in cella e poco dopo arriva un altro uomo non identificato, arrestato per guida in stato di ubriachezza e messo nella cella di fronte. L'uomo in realtà fingeva l'ubriachezza e mette in atto un piano per uccidere Teddy. Valerie però riesce a fermarlo e a rimetterlo in cella. Convince quindi Teddy a spiegarle come stanno le cose: Teddy è un faccendiere invischiato in grossi interessi della criminalità e collaboratore dell'FBI, e l'altro uomo è Bob Viddick, un sicario incaricato di eliminarlo.
Nel frattempo alla stazione di polizia arriva un altro sicario a caccia di Teddy, Anthony Lamb, che uccide senza pietà diversi agenti e civili, con comportamenti anche da psicopatico. C'è uno scontro a fuoco tra Anthony e Valerie, che rimane ferita all'addome, ma riesce a chiudersi al sicuro nella zona blindata dove sono le celle. L'unico altro agente rimasto al momento alla stazione, Huber, si rivela essere corrotto e collabora con Anthony; non riesce a ingannare Valerie, ma inizia a sfondare a martellate uno spesso muro per raggiungere le celle.
Valerie ha bisogno di pronto soccorso e sia Teddy, sia Bob cercano di convincerla a liberarli, con la promessa di aiutarla dopo essersi sbarazzati degli avversari. Valerie infine sceglie di liberare Teddy, che inizia uno scontro a fuoco con Anthony negli spogliatoi bui. Poco dopo anche Bob riesce a liberarsi da solo e interviene. Huber e Anthony vengono uccisi e apparentemente Teddy spara anche a Bob. Poi Teddy non mantiene la promessa di aiutare Valerie, anzi appicca il fuoco alla stazione. Tuttavia viene sorpreso da Valerie, che nel frattempo è riuscita a raggiungere l'attrezzatura e medicarsi da sola.
Mentre le fiamme si diffondono, inizia uno scontro a fuoco tra Teddy e Valerie, e infine Teddy cade a terra ferito e sconfitto. Sopraggiunge però un'altra agente corrotta che sta per uccidere Valerie, ma all'improvviso ricompare Bob, che uccide l'agente, salvando Valerie, e finisce Teddy. Bob fugge con un'auto rubata mentre arrivano i pompieri e Valerie viene soccorsa. Tuttavia, mentre viene portata via in ambulanza, sente dell'auto rubata alla radio, fa scendere gli infermieri e si impadronisce dell'ambulanza. Il film termina in un finale aperto, con Valerie all'inseguimento dell'ignaro Bob.

## Produzione
Le riprese del film, iniziate nell'ottobre 2020 ad Atlanta e proseguite ad Albuquerque, sono terminate il 20 novembre dello stesso anno.

## Promozione
Il primo trailer del film è stato diffuso il 5 agosto 2021.

## Distribuzione
Il film è stato distribuito nelle sale cinematografiche statunitensi a partire dal 17 settembre 2021. In Italia è stato trasmesso per la prima volta il 22 novembre 2021 su Sky Cinema Uno.